# N82 (België)
De N82 is een gewestweg in de Belgische provincie Luxemburg. Deze weg vormt de verbinding tussen Viville en Virton.
De totale lengte van de N82 bedraagt 28,5 km.

## Plaatsen langs de N82
- Viville
- Aarlen
- Châtillon
- Saint-Léger
- Ethe
- Virton